# Mount Jewett, Pennsylvania
Mount Jewett là một thị trấn thuộc quận McKean, tiểu bang Pennsylvania, Hoa Kỳ. Năm 2010, dân số của thị trấn này là 919 người.